# Christian Vander
Christian Vander (Nogent-sur-Marne, 21 febbraio 1948) è un batterista e glottoteta francese.
È il fondatore del gruppo musicale rock progressivo Magma, i cui testi sono scritti ed interpretati in kobaiano, una lingua artificiale appositamente ideata. Oltre al suo lavoro con i Magma, si è anche esibito come solista, con il Christian Vander Trio ed il Christian Vander Quartet, e con gli Offering.
Vander è famoso sia per il suo stile compositivo che per la sua abilità come batterista. I suoi componimenti fondono jazz, rock, influenze classiche e dell'opera, e gli artisti che li ispirano spaziano da John Coltrane a Carl Orff. La musica di Vander viene generalmente classificata come rock progressivo, ma lo stile è così originale che rientra in una categoria a parte, chiamata Zeuhl. Ci sono stati altri gruppi che hanno scritto musica di questo genere, e molti vedono tra i loro componenti degli ex-membri dei Magma. Tra i più importanti ci sono i Weidorje e gli Univeria Zekt.
Nel 1981 si riunisce ai vecchi compagni dei Magma, Jannick Top, Didier Lockwood e Benoît Widemann per registrare Fusion, un disco di jazz-rock in cui l'origine "magmatica" dei musicisti è però ben evidente.
Gran parte delle opere di Vander e dei Magma sono tuttora disponibili presso l'etichetta di proprietà di Vander, la Seventh Records.

## Discografia
- Lockwood, Top, Vander, Widemann - Fusion (1981)